# Thượng Pfalz
Oberpfalz là một tỉnh (Bezirk) ở phía đông, cũng như là một trong 7 vùng hành chính (Regierungsbezirk) ở Bayern.

## Lịch sử
Sau cái chết của Ludwig der Strenge, nhà Wittelsbach 1329 được chia ra theo (thỏa hiệp Pavia) thành một nhánh già, Pfalz và một nhánh trẻ, Bayern, theo đó nhánh Pfalz được một phần của Bắc Bayern, được gọi là Obere Pfalz gen Bayern. Từ cái tên này đầu thế kỷ 19 nó được đổi thành Oberpfalz. Oberpfalz được cai trị từ 1329 ở Heidelberg và trở nên Tin lành vào thế kỷ 16. Sau khi công tước Friedrichs V thất bại tại trận núi trắng gần Praha vào ngày 8 tháng 11 1620, Oberpfalz trở thành sở hữu của Bayern và lại được công giáo hóa. Những con đường mậu dịch tới Prag đã bị chuyển đi nơi khác làm cho nền kinh tế của Oberpfalz suy sụp.

## Nơi du lịch

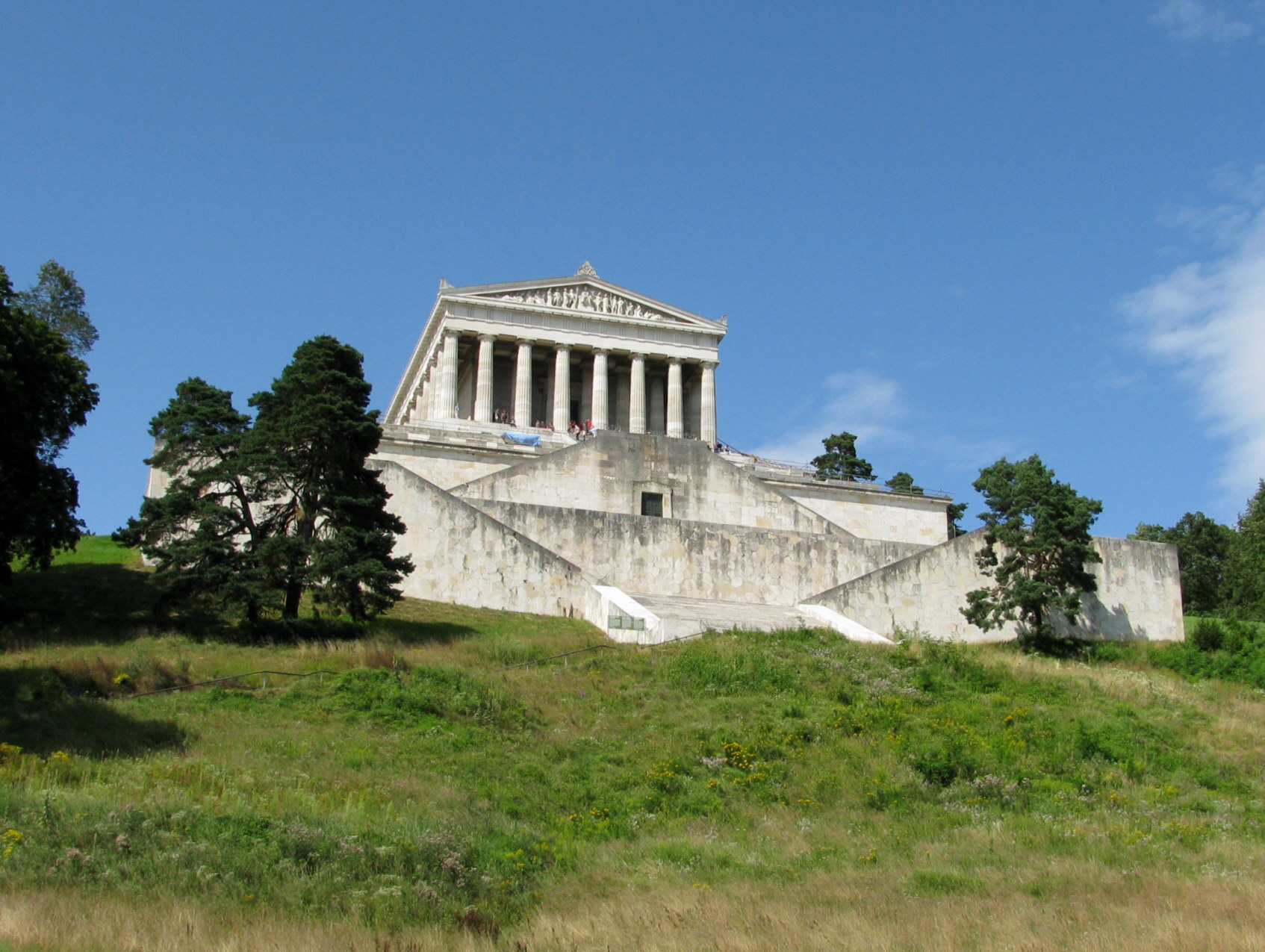
Đài tưởng niệm Walhalla

Những chỗ chính cho du khách tới thăm bao gồm khu phố cổ của Regensburg mà từ năm 2006 là di sản thế giới của UNESCO, đài tưởng niệm Walhalla gần đó, Amberg, Weiden in der Oberpfalz và tu viện Waldsassen. Những phong cảnh đẹp là sông Donau và rừng Oberpfalz (Oberpfälzer Wald).

## Phân cấp
Vùng hành chính Oberpfalz bao gồm 3 thành phố độc lập và 7 huyện:

### Thành phố độc lập
1. Amberg
2. Regensburg
3. Weiden

### Huyện
1. Amberg-Sulzbach
2. Cham
3. Neumarkt in der Oberpfalz
4. Neustadt an der Waldnaab
5. Regensburg
6. Schwandorf
7. Tirschenreuth